# Derek Bailey
Pour les articles homonymes, voir Bailey.
Derek Bailey, né le 29 janvier 1930 à Sheffield et mort le 25 décembre 2005 à Londres, est un guitariste, improvisateur, compositeur et théoricien britannique. C'est un des pionniers de l'improvisation libre.
Bien que Derek Bailey se soit de temps en temps servi de guitares préparées dans les années 1970, (par exemple en mettant des trombones sur cordes, en ajoutant d'autres cordes à la guitare, etc.), il abandonne ce type de méthode à la fin de la décennie.
Il est l'auteur d'une monographie sur l'improvisation en musique.
Collaborations majeures : Steve Lacy, Evan Parker, Cyro Baptista, Anthony Braxton, John Zorn, Tony Oxley, Thurston Moore…

## La musique de Derek Bailey
Pour des auditeurs peu familiers des musiques expérimentales, le style très particulier de Bailey peut sembler au départ un peu ardu. Une de ses principales caractéristiques est son aspect très discontinu, dissonant, très peu mélodique, les notes consécutives étant souvent séparées par de grands intervalles et jouées de manières différentes (cordes à vide, cordes « frettées », harmoniques…).
Il faisait une grande distinction entre les musiques qu'il disait "idiomatiques", incluant musique classique, jazz, musiques populaires, et toutes les musiques traditionnelles, qu'elles contiennent ou non une part d'improvisation, et les musiques "non-idiomatiques" qui laissent de côté toute forme de canevas préétabli ou de règle (implicite ou explicite) à respecter.

## Discographie
La discographie qui suit est sélective. Derek Bailey a en effet enregistré plusieurs dizaines d'albums, live ou en studio, en solo ou avec de nombreux autres artistes, issus de l'improvisation libre ou non.
- Karyobin (avec SME, Island records, 1968)
- The Topography of the Lungs (en) (avec Han Bennink et Evan Parker, Incus, 1970)
- The Music Improvisation Company, 1968 - 1971 (avec the Music Improvisation Company, Incus, 1971)
- The London Concert (avec Evan Parker, Incus, 1971)
- Solo Guitar Volume 1 (Incus, enregistré en 1971, réédité en 1992)
- Solo Guitar Volume 2 (Incus, 1972)
- Duo (avec Anthony Braxton, Emanem, 1974, réédité en 1996)
- Jesus' Blood Never Failed Me Yet/The Sinking of the Titanic (avec entre autres Gavin Bryars, Obscure Records (en), 1975)
- Company 6 & 7 (d'autres musiciens appraissant sur la réédition de cet enregistrement original de 1977 sont notamment Lol Coxhill, Han Bennink, Wadada Leo Smith, Tristan Honsinger, Steve Beresford, Anthony Braxton, Incus 1992)
- Dart Drug (avec Jamie Muir, Incus, 1981)
- Aida (Incus, 1982, réédité chez Dexter's Cigar, 1996)
- Cyro (avec Cyro Baptista, Incus, 1982)
- Yankees (avec John Zorn et George Lewis, enregistré en 1983; issued variously on Celluloid and Charly)
- Figuring (avec Barre Phillips, Incus, 1987)
- Takes Fakes and Dead She Dances (Incus, 1987}
- Lace (solo guitar, Emanem (en), enregistré en 1989)
- Village Life (avec Thebe Lipere et Louis Moholo, Incus 1992)
- Playing (avec John Stevens, Incus 1992)
- Rappin & Tappin (avec Will Gaines, Incus, 1994)
- Guitar, Drums and Bass (avec DJ Ninj, Avant records, 1996)
- The Sign Of Four (avec Pat Metheny, Gregg Bendian (en), Paul Wertico (en), Knitting Factory, 1997)
- No Waiting (avec Joëlle Léandre, Potlatch, 1998)
- Outcome (avec Steve Lacy, Potlatch, 1999)
- The Gospel Record (avec Amy Denio (en), Dennis Palmer, enregistré en 1999; édité chez Shaking Ray Records, 2005)
- Ballads, (Tzadik, 2002)
- Pieces for Guitar, (Tzadik, 2002)
- Barcelona (avec Agusti Fernandez), Hopscotch Records, 2001, accessible sur emusic
- Wireforks (avec Henry Kaiser) Shanachie/Jazz, 1993 accessible sur emusic
- Legend of the Blood Yeti with Thirteen Ghosts and Thurston Moore
- Limescale (avec Tony Bevan (en), Incus, 2002)
- Improvisation Ampersand/Runt 1975, accessible sur emusic
- Soshin (avec Fred Frith et Antoine Berthiaume) Ambiances Magnetiques, 2003, accessible sur actuellecd.com
- Carpal Tunnel, Tzadik, 2005
- To Play (The Blemish Sessions), Samadhi, 2006